# Rethondes
Rethondes je francouzská obec v departementu Oise v regionu Hauts-de-France. V roce 2014 zde žilo 720 obyvatel.

## Poloha obce
Po jižním okraji obce protéká řeka Aisne. Sousední obce jsou: Berneuil-sur-Aisne, Compiègne, Choisy-au-Bac, Saint-Crépin-aux-Bois a Trosly-Breuil.

## Vývoj počtu obyvatel
Počet obyvatel